# Anton Davydenko
Anton Davydenko –en ucraniano, Антон Давиденко– (Kiev, 1996) es un deportista ucraniano que compite en gimnasia en la modalidad de trampolín.
Ganó una medalla de plata en los Juegos Europeos de Minsk 2019 y dos medallas de bronce en el Campeonato Europeo de Gimnasia en Trampolín, en los años 2018 y 2022.

## Palmarés internacional
| Juegos Europeos    | Juegos Europeos     | Juegos Europeos   | Juegos Europeos |
| Año                | Lugar               | Medalla           | Prueba          |
| ------------------ | ------------------- | ----------------- | --------------- |
| 2019               | Minsk (Bielorrusia) | Medalla de plata  | Sincronizado    |
| Campeonato Europeo |                     |                   |                 |
| Año                | Lugar               | Medalla           | Prueba          |
| 2018               | Bakú (Azerbaiyán)   | Medalla de bronce | Equipo          |
| 2022               | Rímini (Italia)     | Medalla de bronce | Individual      |